# Ardašír I.
Ardašír I. (řecky Artaxarés či Artaxerxés; cca 180–240/241) byl perský král, který v letech 224–228 vyvrátil parthskou říši Arsakovců a na jejích troskách založil nový státní útvar – říši sásánovskou neboli novoperskou. Ardašírovým otcem byl Pápak, pozdější král ve Stachru (zemř. kol. 213), dědem pravděpodobně Sásán (zemř. kol. 200), velekněz bohyně Anáhity ve Stachru. Ardašír měl četné bratry, z nichž jmenovitě známe pouze Šápúra, krále stachrského.

## Dětství a mládí
Mezi starověkými vojevůdci a dobyvateli – snad s výjimkou Kýra II. Velikého a Alexandra Makedonského – lze jen stěží nalézt muže, který dosáhl tak výrazných úspěchů jako Ardašír, syn Pápaka a jeho ženy Rótak. Ačkoli není zcela pravdivé tvrzení kronikáře Tabarího, že Ardašírovo vojsko „nebylo nikdy poraženo“, historická fakta mluví sama za sebe. V době, kdy se Ardašír narodil, byl jeho rod jen lokálním mocenským hráčem ve Stachru, jednom z mnoha měst parthské říše, v době, kdy umíral, mu příslušela svrchovaná vláda nad Íránem a Mezopotámií, tj. nad celým prostorem někdejší parthské říše.
Podle perských pramenů přišel Ardašír na svět ve vsi Tírúdeh v kraji stachrském a již v sedmi letech byl poslán na vychování k eunuchovi jménem Tíré, který spravoval okrsek Dárábgerd ve východní části Persidy. Tuto výsadu vyjednal Ardašírovi otec Pápak u stachrského krále Gózihra, s jehož rodem Bázrangíovců byl po matce spřízněn. Jak dlouho byl Ardašír pod Tíréovým poručnictvím, kronikáři nesdělují, jisté je jen to, že po Tíréově smrti na něj přešla funkce dárábgerdského správce, v níž si prý počínal „moudře a obezřetně“.
Mladý Ardašír se od počátku soustředil na posilování svého drobného údělu v Persidě, zejména na úkor sousedních vládců, kteří často jen formálně uznávali moc parthského krále králů. Při výpadech do okolí prokázal jako velitel rychle své vůdcovské kvality, postupně porazil tři lokální krále (Pásína, Manóčihra a Dáru) a posílen rozšířeným územím vyzval svého otce Pápaka (působícího již několik let v kněžské funkci ve Stachru), aby svrhl krále Gózihra a sám převzal vládu ve Stachru. Pápak Ardašíra uposlechl, zahubil Gózihra a kolem roku 213 požádal parthského velkokrále Artabana IV., aby udělil uprázdněný trůn jeho druhému synu Šápúrovi. Artabanos žádosti nevyhověl, na mocenských poměrech v Persidě se toho však mnoho nezměnilo.

## Za korunou krále králů

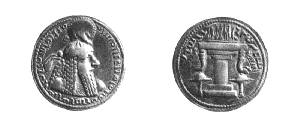
Stříbrná mince Ardašíra I.

Pápak zemřel krátce po neúspěšném vyjednávání s Artabanem a ve Stachru po něm nastoupil jeho syn Šápúr. Ten viděl v Ardašírovi z celkem pochopitelných důvodů konkurenta, vyzval bratra, aby se k němu dostavil, a když to opatrný Ardašír všelijak odsouval, vypravil se proti němu do pole. Měření sil mezi oběma Sásánovci se nicméně nekonalo, neboť za pochodu na Dárábgerd postihla Šápúra podivná nehoda – podle Tabarího se na něj zřítil „kus budovy a zabil ho“. Právem se současní dějepisci domnívají, že toto vysvětlení nezní důvěryhodně a že v Šápúrově smrti měl spíše prsty Ardašír.
Ardašírova cesta nyní vedla do Stachru, kde byl se souhlasem svých bratrů nastolen na trůn. Přestože prý ihned projevil mimořádnou energii při organizování dvora, bratři mu začali strojit úklady, což vyvolalo okamžitou reakci – jejich pobití. Když se krátce nato podařilo potlačit i nebezpečnou vzpouru v Dárábgerdu, domácí opozice prakticky utichla a Ardašír se mohl soustředit na výboje.
V příštích několika letech kráčela vojska stachrského krále od vítězství k vítězství. Ardašír dobyl Kermán a dosadil tam svého stejnojmenného syna jako místodržitele, podnikl výpravu k pobřeží Perského zálivu a ovládl kraj kolem dnešního Šírázu, kde založil město Ardašír Chvarrah. Za své úspěchy zčásti vděčil vnějším okolnostem – v parthské říši probíhala od roku 213 občanská válka mezi dvěma nápadníky trůnu, Artabanem IV. a Vologaisem VI., takže centrum mělo jiné starosti než se zabývat poměry v Persidě. Po roce 216, kdy se jako parthský velkokrál víceméně prosadil Artabanos, pak vypukla válka s římskou říší, jež dále odváděla pozornost Parthů od událostí v Íránu.
Artabanos IV. se mohl stachrským rebelem intenzivněji zabývat až po roce 218, kdy v říši zavládl relativní klid. Napsal mu prý velmi tvrdý dopis, v němž ho označil za „Kurda“ a ostře se ho zeptal, kdo mu dovolil dobývat okolní krajiny a vložit si na hlavu korunu. Za tyto činy, přesahující všechnu míru, proti němu vytáhne do boje král ahvázský, aby ho spoutaného přivedl před trůn krále králů. Ardašír prý na tento list odpověděl, že jedná podle rozkazů božích.
Ačkoli vojska krále ahvázského na Ardašíra opravdu v krátkém čase udeřila, pozice Sásánovců to neohrozilo a parthské oddíly musely naopak ustoupit. Ardašír nato dobyl oblast u hranic dnešního Chúzistánu, čímž dostal do své moci v podstatě celou Persidu, jádro parthské říše. Jeho sebevědomí natolik vzrostlo, že nyní sám napsal dopis Artabanovi IV., v němž ho vyzval, aby si zvolil místo pro rozhodující bitvu. Artabanos navrhl planinu Óhrmazdakán, ležící mezi dnešními městy Isfahán a Nihávand v Íránu.
Bitva svedená 28. nisanu roku 535 seleukovské éry (28. dubna 224) skončila naprostou porážkou parthské armády a smrtí Artabana IV. Vyznamenal se při ní Ardašírův syn Šápúr, který osobně zabil královského písaře, jenž kdysi sestavil potupný dopis jeho otci. Sám Ardašír byl prý ještě na bojišti prohlášen králem králů.

## Konsolidace moci a války s Římem

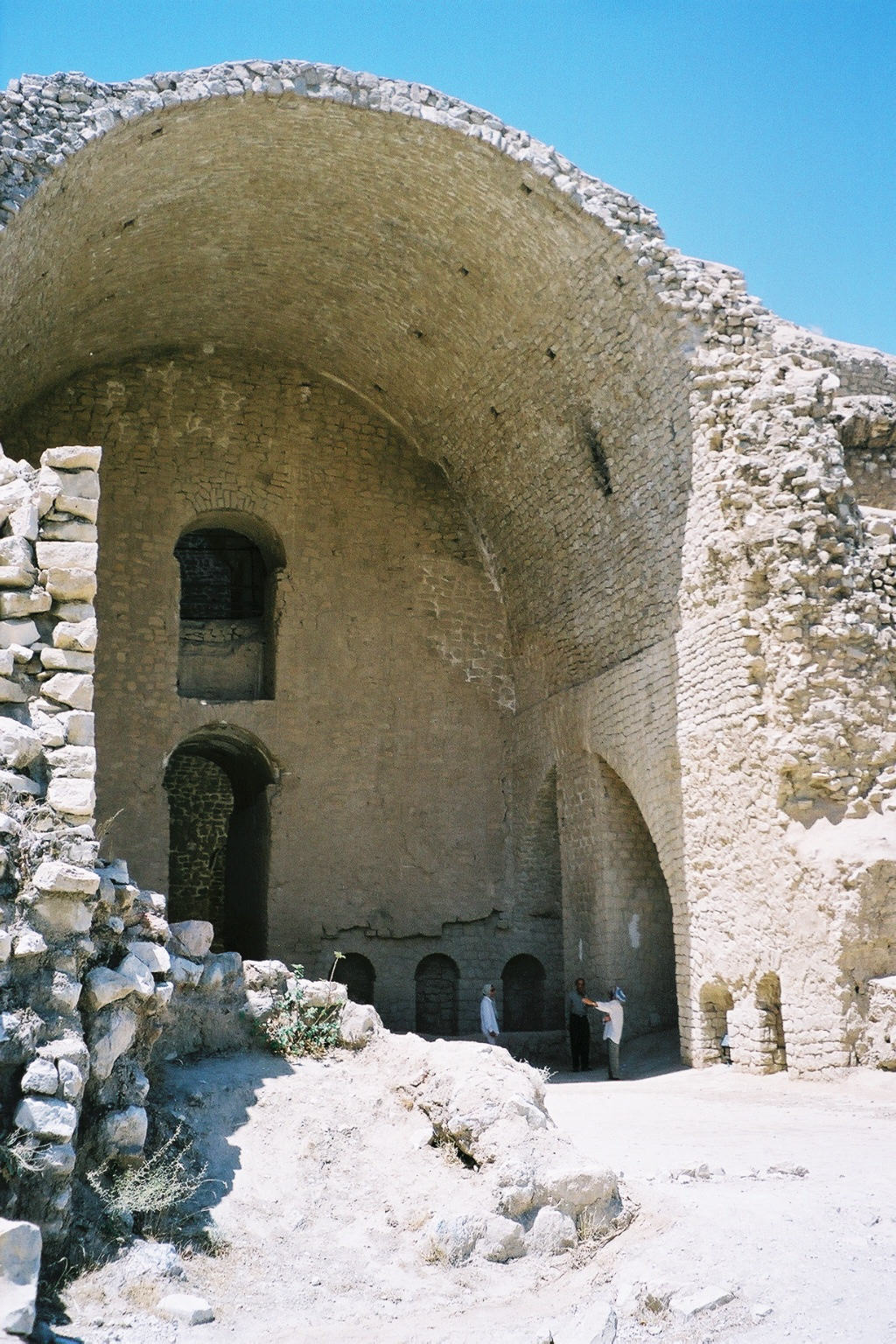
Ardašírův palác ve Fírúzábádu

Vítězství na planině Óhrmazdakán ještě neznamenalo, že Ardašír plně ovládl prostor rozlehlého parthského státu. Íránské kraje na východě, Mezopotámie na západě a Arménie a Ázerbájdžán na severozápadě nebyly ještě v jeho rukou a v Ktésifóntu, hlavním městě Parthů, pravděpodobně vládl jeden z členů rodu Arsakovců. Ardašíra tedy rozhodně nečekalo poklidné užívání plodů vítězství, nýbrž tvrdý boj o moc.
Soudí se, že Ardašír nejprve opanoval oblast Hamadánu a Raj, pak dobyl Ázerbájdžán a přilehlé kraje a nakonec se vypravil proti Mezopotámii. Tradice klade jeho královskou korunovaci v Ktésifóntu do 26. září 226, a je-li toto datum pravdivé, byla by většina Mezopotámie již po dvou letech v sásánovských rukou. Poslední parthské mince však pocházejí až z roku 228, takže trvalo ještě nějaký čas, než bylo zlomeno i poslední ohnisko odporu. S výjimkou Arménie, kde od 1. století n. l. vládla postranní větev Arsakovců, získal Ardašír pro svůj rod všechny državy Parthů jednu po druhé.
Tomuto úspěchu zčásti napomohla skutečnost, že Ardašír svůj převrat prezentoval jako pouhou změnu dynastie a dokázal si naklonit četné parthské šlechtické rody, zejména Súrény a Aspahbady, spřízněné s Arsakovci. Připočteme-li k tomu jeho organizační zdatnost na poli správy, vojenství a kultu, je rychlá konsolidace královské moci více než pochopitelná.
Postavení sásánovské dynastie dále upevnila Ardašírova ofenzivní politika vůči římské říši, i když při ní zprvu nedosáhl valných úspěchů. Již jeho první tažení do severní Mezopotámie, kde bezvýsledně obléhal město Hatru poblíž hranic impéria, dalo Římanům na srozuměnou, že nově vzniklá monarchie se nezalekne ani konfliktu s císařskou vládou. V roce 231 si pak jeho poslové při vyjednávání s římskými úřady počínali tak sebevědomě, že válce už nešlo zabránit.
Konflikt probíhající v letech 232–233 skončil v podstatě na mrtvém bodě. Římané pod vedením císaře Alexandra Severa utrpěli sice určité ztráty, ale nikoli takové, aby Ardašír mohl hovořit o vítězství. Bylo jasné, že boje s Římany budou mnohem těžší než potyčky s drobnými vládci v Persidě či nepříliš ukázněnými parthskými oddíly. Přesto Ardašír ve své politice vytrval a kolem roku 238 se mu podařilo dobýt strategicky významná římská města Nisibis a Karrhy ležící severně od toku Eufratu. Vzhledem k tomu, že římská říše nedávno prošla značně nestabilním obdobím („rok šesti císařů“), nemusel se Ardašír obávat brzké odvety a navenek jeho politika začala nést své plody.

## Závěr vlády
Poslední léta panování krále Ardašíra patří k nejméně známým obdobím jeho života. Neví se přesně, kdy zemřel, a dokonce není ani jisté, zda před smrtí ještě vládl – existují náznaky, že se dobrovolně zřekl koruny ve prospěch syna Šápúra. V každém případě stihl ještě zahájit nový útok na Hatru, který pak dovedl do konce jeho nástupce.
Ardašír I. se stal ještě za života legendou – mužem opěvovaným pro své vojenské schopnosti a vladařskou moudrost. I když je sporné, zda skutečně od něj pochází výrok, že „náboženství a vláda jsou dvě sestry“, minimálně to dokládá, že v něm pozdější generace viděly nejen zakladatele říše, jež existovala více než čtyři sta let, ale také bystrého pozorovatele věcí lidských.